# 加茂暁星高校野球部マネージャー死亡事件
加茂暁星高校野球部マネージャー死亡事件（かもぎょうせいこうこうやきゅうぶマネージャーしぼうじけん）は日本の高校の部活動で起きた事件。

## 概要

### 事件の発生
2017年7月21日に新潟県加茂市の加茂暁星高等学校野球部のマネージャーだった生徒は、練習が終わってから練習場所の野球場から約3.5キロメートル離れた学校へとランニングをして、学校に戻った午後7時50分頃に倒れて意識不明になった。それから病院に救急搬送されたが、8月5日に低酸素性脳症で死亡した。平時は学校から練習場所への移動はマイクロバスを利用していたものの、その日はマイクロバスには練習で怪我をした部員を乗せるために監督には走って帰るように指示されていて、マネージャーも他の部員と共に走って帰っていた。倒れた際に駆けつけた監督は呼吸があると判断して自動体外式除細動器を使用していなかった。

#### 事件から
2018年7月22日の朝日新聞の記事では、この年の全国高等学校野球選手権大会で加茂暁星高校が地方予選準決勝で敗れたことの記事で、この死亡したマネージャーについても述べられた。記事の内容は感動秘話であり、なぜこのような事件が起きたのかという原因究明や改善策ではなかった。この大会の試合では、加茂暁星高校のベンチには亡くなったマネージャーの写真が飾られていた。記事には3.5キロメートルのランニングをさせられて倒れて死亡したようなことは書かれていなかった。
2020年3月5日までに亡くなったマネージャーの両親は、死亡したのは指導に当たっていた監督らが猛暑の中でランニングをさせたことと、救命措置を怠ったことが原因であるとして、新潟地方裁判所に提訴した。この日は気温が35度を超える猛暑であったし、マネージャーは走って帰るのが初めてであったし、監督らは救急車が到着するまでの間に心肺蘇生や自動体外式除細動器を使用するなどの救命措置をとっていなかったために学校側に過失があったとした。2020年7月27日に新潟地方裁判所で第1回口頭弁論が開かれた。そこでは死亡したマネージャーの父親は監督または体育教師としての責任を深く考えることを訴える。そして娘が死亡したことは救いようの無い事故ではなかったと述べる。学校側は指示、対応には過失は無く、救命措置は義務ではないとする答弁書を新潟地方裁判所に提出した。2022年3月9日に新潟地方裁判所で和解が成立した。このことで学校側は再発防止策として文部科学省が定めた事故対応の指針などを遵守して教員に救命措置の指導をすることとした。